# Philomeces rusoscapodus
Philomeces rusoscapodus är en skalbaggsart som beskrevs av Schmidt 1922. Philomeces rusoscapodus ingår i släktet Philomeces och familjen långhorningar. Inga underarter finns listade i Catalogue of Life.